# Morinia longitarsis
Morinia longitarsis là một loài ruồi trong họ Tachinidae.